# Karibib (Wahlkreis)
Karibib ist ein Wahlkreis in der Region Erongo im Westen Namibias. Hauptort ist die gleichnamige Stadt Karibib.
Der Wahlkreis hat eine Fläche von 14.536 Quadratkilometer und 19.700 Einwohner (Stand 2023). Zum Kreis gehören außer Karibib selbst, auch noch die Orte Ameib, Otjimbingwe, Otjimbojo, Usakos und Wilhelmstal.

## Wahlen
| Wahl | Name           | Partei | Stimmenanteil |
| ---- | -------------- | ------ | ------------- |
| 1992 | Zedekia Mujoro | SWAPO  | 48,7 %        |
| 1998 | Zedekia Mujoro | SWAPO  | 47,8 %        |
| 2004 | Ussiel Xoagub  | SWAPO  | 46,0 %        |
| 2010 | Ussiel Xoagub  | SWAPO  | 46,0 %        |
| 2015 | Melania Ndjago | SWAPO  | 57,1 %        |
| 2020 | Melania Ndjago | SWAPO  | 37,5 %        |